# 옴스크주 (러시아 제국)

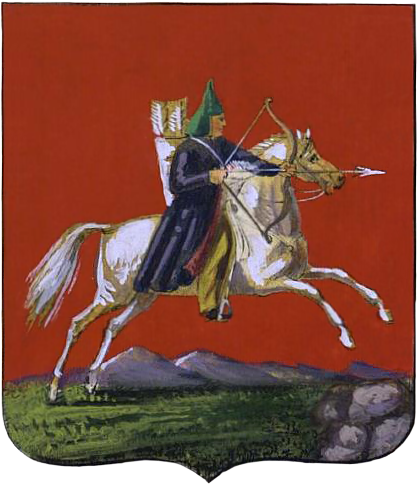

옴스크주(러시아어: Омская область)는 1822년부터 1838년까지 존재했던 러시아 제국의 주로 주도는 옴스크이다. 1838년 토볼스크현, 톰스크현으로 나뉘었다.